# العصر الحجري القديم الأوسط
العصر الحجري القديم الأوسط (أو العصر الباليوثي الأوسط) هو القسم الفرعي الثاني من «العصر الباليوثي» أو «العصر الحجري القديم» على حسب ما هو مفهوم في أوروبا وإفريقيا وآسيا. يُستعمل مصطلح «العصر الحجري المتوسط» مرادفًا لـ«العصر الحجري القديم الأوسط» في علم الآثار الإفريقي. بدأ العصر الحجري القديم الأوسط من 300,000 عام وانتهى من 30,000 عام. لكن يجدر التنويه بأن التاريخ يختلف من منطقة إلى أخرى. جاء العصر الحجري القديم الأوسط بعد «العصر الحجري القديم الأعلى» الذي كانت بدايته من 50,000-40,000 عام. أرجع مارك وايت وبول بيتيت تاريخ العصر الحجري القديم الأوسط المبكر في بريطانيا العظمى إلى ما بين 325,000 و180,000 عام قبل الحاضر تقريبًا (من «مرحلة النظائر البحرية 9» إلى «مرحلة النظائر البحرية 7»)، والعصر الحجري القديم الأوسط المتأخر إلى ما بين 60,000 و35,000 عام قبل الحاضر.
وفق «الأصل الإفريقي للإنسان العاقل»، بدأ الإنسان الحديث تشريحيًّا هجرته من إفريقيا في العصر الباليوثي الأوسط (العصر الحجري المتوسط) قبل نحو 100,000-70,000 عام، وبدأ يحل محل أنواع الهومو السابقة التي كانت موجودة حينئذ، كالنياندرتال والإنسان المنتصب. لكن تشير اكتشافات أحفورية حديثة في فلسطين إلى أن نوعنا (الإنسان العاقل) عاش خارج إفريقيا قبل نحو 185,000 عام، أي قبل نحو 85,000 عام مما أشارت إليه الأدلة السابقة.

## أصل الحداثة السلوكية
أول دليل على الحداثة السلوكية مستمَد من العصر الحجري القديم الأوسط، لكن الدليل الدامغ الذي لا جدال فيه لم يَشِع إلا لاحقًا في العصر الحجري القديم الأعلى.
بناء على مدافن خاصة بالعصر الحجري القديم الأوسط اكتُشفت في كرابينا الكرواتيّة (ترجع إلى نحو 130,000 قبل الحاضر) وفي كهوف السخول والقفزة الإسرائيلية (نحو 100,000 ق ح)، رأى بعض الأنثروبولوجيين والآثاريين (مثل فيليب ليبرمان) أن ثقافات العصر الحجري القديم الأوسط ربما حوت أيديولوجيات دينية كان فيها مفاهيم من قبيل الحياة الآخرة. لكن يرى باحثون آخرون أن الجثث دُفنت لأسباب دنيوية.
تشير اكتشافات أثرية حديثة بمواقع لإنسان هايدلبيرغ في جبال أتابويركا إلى أن الدفن المتعمَّد ربما بدأ مبكرًا جدًّا في العصر الحجري القديم الأدنى، لكن لا إجماع على هذا بين العلماء. توحي علامات قَطْع وُجدت في عظام النياندرتال بمواقع مختلفة –مثل: كومب غرينال ومأوى مولا الصخري في فرنسا– أن النياندرتال عرفوا «الاجتلام» كما بعض الثقافات المعاصرة، ومارسوه لأسباب يُفترض أنها دينية (انظر السلوك النياندرتالي وأكل لحوم البشر وإزالة اللحم الشعائرية).
مع تطور الخصائص الثقافية، بدأت الجماعات البشرية تتّجر عبر مسافات بعيدة في السلع النادرة (المَغْرة مثلًا، التي كانت تُستعمل لأغراض دينية وشعائرية) وغيرها من المواد الخام، وكان هذا في العصر الحجري القديم الأوسط، قبل نحو 120,000 عام. قد يكون سبب لجوئهم إلى الاتجار عبر مسافات بعيدة أنه أتاح لهم النجاة، من خلال تبادل الموارد والسلع والمواد الخام في زمن العوز والشَّح (كالمجاعات والجفاف).

## التدرج الاجتماعي
تشير الأدلة الآثارية والإثنوغرافيا المقارنة إلى أن البشر في العصر الحجري القديم الأوسط عاشوا في مجتمعات صغيرة قائمة على المساواة، كما مجتمعات العصر الحجري القديم الأعلى وبعض المجتمعات الحديثة التي عاشت على الصيد وجمع الثمار، كشعبَيْ «كونغ» و«إمبوتي». اعتنى كل من المجتمعات النياندرتالية والمجتمعات البشرية الحديثة بأفراد الجماعة المسنّين خلال العصر الحجري القديم الأوسط. افترض كريستوفر بوهم (1999) أن مبدأ المساواة ظهر في مجتمعات العصر الحجري القديم الأوسط لاحتياج أهلها إلى توزيع عادل للموارد (مثل اللحم وغيره من الغذاء) اجتنابًا للمجاعات وضمانًا للاستقرار.
افتُرض طبعًا أن نساء العصر الحجري القديم اشتغلن بجمع النباتات والحطب، والرجال بالصيد وجمع الحيوانات الميتة. لكن رجَّح بحث حديث أجراه الآثاري عالِم الأنثروبولجيا ستيفن كُون (جامعة أريزونا) أن تقسيم العمل بحسب الجنس لم يظهر قبل العصر الحجري القديم الأعلى (الإنسان الحديث قبل 40,000 أو 50,000 قبل الميلاد والنياندرتال)، وأنه ظهر متأخرًا نسبيًّا في عصور ما قبل التاريخ. ربما نشأ هذا التقسيم بحسب الجنس ليتيح للبشر جمع الغذاء وغيره من الموارد على نحو أكفأ، ممهدًا الطريق على الأرجح ليتفوق البشر العقلاء الذين كانوا في العصر الحجري القديم الأعلى على النياندرتال في أوروبا.

## مواقع

### مواقع كهوف
- مغارة الديدرية، سورية (حيث عُثر على طفل الديدرية الأول)
- أكسلور, أسبانيا
- كهف بترالونا، اليونان
- Le Moustier، فرنسا— انظر أيضاً  ثقافة موستيرية
- نياندرتال، ألمانيا
- Grotte de Spy، Spy، بلجيكا

### مواقع مفتوحة
- بياتش سان فاست، فرنسا
- ماستريخت- بيلفيدير، هولندا
- Veldwezelt-Hezerwater، بلجيكا